# La Prophétesse de Thèbes
Pour plus de détails, voir Fiche technique et Distribution.
La Prophétesse de Thèbes est un film muet français réalisé par Georges Méliès, sorti en 1907.

## Fiche technique
- Titre original : La Prophétesse de Thèbes
- Réalisateur : Georges Méliès
- Producteur : Georges Méliès
- Société de production : Star Film
- Société de distribution : Star Film
- Pays d'origine :  France
- Langue : film muet avec les intertitres en français
- Métrage : 175 mètres
- Format : Noir et blanc — 35 mm — 1,33:1 — Muet
- Genre : Film fantastique
- Durée : 5 minutes 50
- Dates de sortie : 
  -  France : 1907

## Distribution
- Georges Méliès : l'astrologue